# Championnat d'Océanie de Formule Régionale 2023
Navigation
2021 2024
Le Championnat Castrol Toyota d'Océanie de Formule Regionale  2023 aussi dit Championnat d'Océanie de Formule Régionale 2023 a marqué la première saison de cette compétition. Initialement prévu comme la dix-huitième édition de la Toyota Racing Series, principale catégorie de monoplaces en Nouvelle-Zélande, le championnat a finalement été rebaptisé et homologué en tant que championnat de Formule Régionale officiellement certifié par la FIA. Il s'est déroulée sur cinq week-ends consécutifs en janvier et février 2023.
Charlie Wurz, pilote pour M2 Competition, a remporté le titre de champion des pilotes lors de la dernière course de la saison.

## Pilotes et écuries
Tous les pilotes ont couru avec des voitures identiques équipées d’un châssis Tatuus FT-60 et propulsées par un moteur Toyota 2.0L turbo. Après une saison 2021 disputée sans équipes officiellement reconnues, la série est revenue à un format basé sur des équipes.
| Ecuries             | No. | Pilotes             | Status | Manches |
| ------------------- | --- | ------------------- | ------ | ------- |
| Hamilton Motorsport | 4   | Billy Frazer        |        | 3–4     |
| Hamilton Motorsport | 84  | Chris van der Drift | G      | 4       |
| Kiwi Motorsport     | 5   | Lucas Fecury        | R      | Toutes  |
| Kiwi Motorsport     | 8   | Tom McLennan,       | R      | Toutes  |
| Kiwi Motorsport     | 21  | Josh Mason          |        | Toutes  |
| Kiwi Motorsport     | 51  | Jacob Abel          |        | Toutes  |
| Kiwi Motorsport     | 86  | Brendon Leitch      |        | 4       |
| Kiwi Motorsport     | 98  | James Penrose       | R      | Toutes  |
| M2 Competition      | 7   | Charlie Wurz        | R      | Toutes  |
| M2 Competition      | 17  | Callum Hedge        | R      | Toutes  |
| M2 Competition      | 18  | Laurens van Hoepen  |        | 4–5     |
| M2 Competition      | 23  | Liam Sceats         | R      | Toutes  |
| M2 Competition      | 77  | David Morales       | R      | Toutes  |
| M2 Competition      | 101 | Ryder Quinn         | R      | Toutes  |
| Giles Motorsport    | 15  | Kaleb Ngatoa        |        | 4–5     |
| Giles Motorsport    | 26  | Louis Foster        |        | 3–5     |
| Giles Motorsport    | 36  | Adam Fitzgerald     | R      | 3–5     |
| Giles Motorsport    | 55  | Breanna Morris      | R      | Toutes  |
| Giles Motorsport    | 66  | Ryan Shehan         | R      | Toutes  |
| Giles Motorsport    | 88  | Chloe Chambers      |        | Toutes  |

| Icone | Status        |
| ----- | ------------- |
| R     | Débutant      |
| G     | Pilote invité |

## Calendrier
Deux années de suite, le championnat a été fortement impacté par la pandémie de COVID-19 : la saison 2021 a vu son calendrier considérablement réduit par rapport aux saisons précédentes. La saison 2022 a quant à elle été entièrement annulée.
Avec l'assouplissement des restrictions aux frontières de la Nouvelle-Zélande fin 2022, la saison 2023 a marqué le retour d'un calendrier similaire à l'ère pré-pandémique, avec des épreuves organisées à la fois sur l'île du Nord et l'île du Sud. Le 30 mai 2022, un calendrier de cinq courses a été annoncé. L'épreuve au Hampton Downs Motorsport Park a ensuite été confirmée comme étant la 67e édition du Grand Prix de Nouvelle-Zélande.
| Manche | Manche | Circuit                                                      | Date       |
| ------ | ------ | ------------------------------------------------------------ | ---------- |
| 1      | R1     | Highlands Motorsport Park (Cromwell, Otago)                  | 14 Janvier |
| 1      | R2     | Highlands Motorsport Park (Cromwell, Otago)                  | 15 Janvier |
| 1      | R3     | Highlands Motorsport Park (Cromwell, Otago)                  | 15 Janvier |
| 2      | R1     | Teretonga Park Raceway (Invercargill, Southland)             | 21 Janvier |
| 2      | R2     | Teretonga Park Raceway (Invercargill, Southland)             | 22 Janvier |
| 2      | R3     | Teretonga Park Raceway (Invercargill, Southland)             | 22 Janvier |
| 3      | R1     | Manfeild: Circuit Chris Amon (Feilding, Manawatū District)   | 28 Janvier |
| 3      | R2     | Manfeild: Circuit Chris Amon (Feilding, Manawatū District)   | 29 Janvier |
| 3      | R3     | Manfeild: Circuit Chris Amon (Feilding, Manawatū District)   | 29 Janvier |
| 4      | R1     | Hampton Downs Motorsport Park (Hampton Downs, North Waikato) | 4 Février  |
| 4      | R2     | Hampton Downs Motorsport Park (Hampton Downs, North Waikato) | 5 Février  |
| 4      | R3     | Hampton Downs Motorsport Park (Hampton Downs, North Waikato) | 5 Février  |
| 5      | R1     | Taupo Motorsport Park (Taupō, Waikato)                       | 11 Février |
| 5      | R2     | Taupo Motorsport Park (Taupō, Waikato)                       | 12 Février |
| 5      | R3     | Taupo Motorsport Park (Taupō, Waikato)                       | 12 Février |

## Résultats des courses
| Manches | Manches | Circuit                             | Pole position      | Meilleur tour      | Vainqueur          | Ecurie           |
| ------- | ------- | ----------------------------------- | ------------------ | ------------------ | ------------------ | ---------------- |
| 1       | R1      | Highlands Motorsport Park           | Callum Hedge       | Callum Hedge       | Callum Hedge       | M2 Competition   |
| 1       | R2      | Highlands Motorsport Park           |                    | James Penrose      | James Penrose      | Kiwi Motorsport  |
| 1       | R3      | Highlands Motorsport Park           | Callum Hedge       | Charlie Wurz       | David Morales      | M2 Competition   |
| 2       | R1      | Teretonga Park Raceway              | Callum Hedge       | Callum Hedge       | Charlie Wurz       | M2 Competition   |
| 2       | R2      | Teretonga Park Raceway              |                    | Callum Hedge       | Callum Hedge       | M2 Competition   |
| 2       | R3      | Teretonga Park Raceway              | Charlie Wurz       | Josh Mason         | Charlie Wurz       | M2 Competition   |
| 3       | R1      | Manfeild: Circuit Chris Amon        | Charlie Wurz       | Louis Foster       | Louis Foster       | Giles Motorsport |
| 3       | R2      | Manfeild: Circuit Chris Amon        |                    | Louis Foster       | Josh Mason         | Kiwi Motorsport  |
| 3       | R3      | Manfeild: Circuit Chris Amon        | Charlie Wurz       | Louis Foster       | James Penrose      | Kiwi Motorsport  |
| 4       | R1      | Hampton Downs Motorsport Park       | Laurens van Hoepen | Kaleb Ngatoa       | Kaleb Ngatoa       | Giles Motorsport |
| 4       | R2      | Hampton Downs Motorsport Park       |                    | Louis Foster       | Charlie Wurz       | M2 Competition   |
| 4       | R3      | Hampton Downs Motorsport Park       | Laurens van Hoepen | Laurens van Hoepen | Laurens van Hoepen | M2 Competition   |
| 5       | R1      | Taupo International Motorsport Park | Callum Hedge       | Liam Sceats        | Callum Hedge       | M2 Competition   |
| 5       | R2      | Taupo International Motorsport Park |                    | Chloe Chambers     | Chloe Chambers     | Giles Motorsport |
| 5       | R3      | Taupo International Motorsport Park | Charlie Wurz       | David Morales      | Charlie Wurz       | M2 Competition   |

## Classements des championnats

### Système de points
Course 1 et 3
| Position | 1st | 2nd | 3rd | 4th | 5th | 6th | 7th | 8th | 9th | 10th | 11th | 12th | 13th | 14th | 15th | 16th | 17th | 18th | 19th | 20th |
| Points   | 35  | 31  | 27  | 24  | 22  | 20  | 18  | 16  | 14  | 12   | 10   | 9    | 8    | 7    | 6    | 5    | 4    | 3    | 2    | 1    |

Course à grille inversé (course 2)
| Position | 1st | 2nd | 3rd | 4th | 5th | 6th | 7th | 8th | 9th | 10th | 11th | 12th | 13th | 14th | 15th |
| Points   | 20  | 18  | 16  | 14  | 12  | 10  | 9   | 8   | 7   | 6    | 5    | 4    | 3    | 2    | 1    |

### Classement pilote
| Pos.                                                        | Pilotes             | HIG  | HIG  | HIG | TER | TER  | TER  | MAN  | MAN | MAN | HMP   | HMP   | HMP   | TAU  | TAU | TAU | Points |
| Pos.                                                        | Pilotes             | R1   | R2   | R3  | R1  | R2   | R3   | R1   | R2  | R3  | R1    | R2    | R3    | R1   | R2  | R3  | Points |
| ----------------------------------------------------------- | ------------------- | ---- | ---- | --- | --- | ---- | ---- | ---- | --- | --- | ----- | ----- | ----- | ---- | --- | --- | ------ |
| 1                                                           | Charlie Wurz        | 2    | 4    | 2   | 1   | 4    | 1    | 5    | 6   | 6   | 8     | 1     | 7     | 5    | 3   | 1   | 343    |
| 2                                                           | Callum Hedge        | 1    | 6    | 13  | 2   | 1    | 2    | 2    | 7   | 2   | 3     | 18    | 3     | 1    | 6   | 4   | 329    |
| 3                                                           | Jacob Abel          | 6    | 2    | 6   | 3   | 6    | 5    | 3    | 4   | 4   | 7     | 2     | 8     | Abd. | 9   | 6   | 265    |
| 4                                                           | Liam Sceats         | 5    | Abd. | 3   | 6   | 5    | 3    | Abd. | 8   | 3   | 11    | 7     | 6     | 4    | 5   | 5   | 245    |
| 5                                                           | James Penrose       | 8    | 1    | 8   | 5   | 7    | 12   | 6    | 5   | 1   | 15    | 11    | 13    | Abd. | 10  | 3   | 214    |
| 6                                                           | David Morales       | 3    | 5    | 1   | 9   | Abd. | Abd. | 4    | 9   | 5   | 10    | 10    | 9     | 14   | 13  | 10  | 200    |
| 7                                                           | Ryder Quinn         | 7    | 3    | 4   | 7   | 3    | 7    | 13   | 13  | 7   | 9     | 17    | 10    | 9    | 8   | 13  | 199    |
| 8                                                           | Josh Mason          | 4    | 9    | 11  | 4   | 8    | 4    | 7    | 1   | Ret | 13    | 9     | 12    | 7    | 15  | 16  | 186    |
| 9                                                           | Chloe Chambers      | 9    | 7    | 5   | 10  | 9    | 8    | 9    | 14  | 9   | 16    | 14    | 17    | 8    | 1   | 8   | 176    |
| 10                                                          | Ryan Shehan         | Abd. | 8    | 7   | 8   | 2    | 6    | 8    | 3   | 10  | 12    | 12    | 11    | 10   | 16  | 11  | 173    |
| 11                                                          | Laurens van Hoepen  |      |      |     |     |      |      |      |     |     | 2     | 3     | 1     | 3    | 4   | 2   | 154    |
| 12                                                          | Louis Foster        |      |      |     |     |      |      | 1    | 2   | 13  | Abd.  | 8     | 2     | 2    | 7   | 15  | 147    |
| 13                                                          | Tom McLennan        | 11   | 10   | 9   | 11  | 12   | 9    | 10   | 10  | 11  | Forf. | Forf. | Forf. | 12   | 12  | 7   | 117    |
| 14                                                          | Kaleb Ngatoa        |      |      |     |     |      |      |      |     |     | 1     | 13    | 5     | 6    | 2   | 9   | 115    |
| 15                                                          | Lucas Fecury        | 10   | 11   | 10  | 12  | 10   | 10   | 12   | 15  | 14  | 18    | 15    | 19    | 13   | 17  | 14  | 97     |
| 16                                                          | Breanna Morris      | 12   | 12   | 12  | 13  | 11   | 11   | 11   | 16  | 12  | 17    | 16    | 18    | Abd. | 14  | 12  | 85     |
| 17                                                          | Adam Fitzgerald     |      |      |     |     |      |      | Abd. | 12  | 8   | 4     | 6     | 16    | 11   | 11  | 17  | 81     |
| 18                                                          | Brendon Leitch      |      |      |     |     |      |      |      |     |     | 6     | 4     | 14    |      |     |     | 44     |
| 19                                                          | Billy Frazer        |      |      |     |     |      |      | 14   | 11  | 15  | 14    | Abd.  | 15    |      |     |     | 33     |
| Les pilotes invités sont inéligibles pour scorer des points |                     |      |      |     |     |      |      |      |     |     |       |       |       |      |     |     |        |
| —                                                           | Chris van der Drift |      |      |     |     |      |      |      |     |     | 5     | 5     | 4     |      |     |     | —      |
| Pos.                                                        | Driver              | R1   | R2   | R3  | R1  | R2   | R3   | R1   | R2  | R3  | R1    | R2    | R3    | R1   | R2  | R3  | Points |
| Pos.                                                        | Driver              | HIG  | HIG  | HIG | TER | TER  | TER  | MAN  | MAN | MAN | HMP   | HMP   | HMP   | TAU  | TAU | TAU | Points |

| Débutant |